# Sipán
Pour les articles homonymes, voir Sipan.
Sipán est un village du nord du Pérou, situé près de la côte Pacifique, à environ 35 kilomètres au sud-est de Chiclayo, dans la région de Lambayeque.
Ce village est désormais célèbre en raison de la découverte, en 1987, par Walter Alva, de la tombe du « Seigneur de Sipán » dans la huaca Rajada. Cette huaca Rajada est un complexe funéraire de la culture Moche abritant aussi de nombreuses autres tombes. On sait désormais que Sipán fut l'un des deux foyers principaux autour desquels se développèrent les Moches et fut à ce titre une ville très importante entre l'an 100 et l'an 700 de notre ère.